# Pisanice od lepih umetnosti
Pisanice od lepih umetnosti (Pisanice od lepeh umetnost) so prvi slovenski pesniški almanah (obdobje razsvetljenstva). Prvi zvezek je izšel 1779, drugi 1780 in tretji 1781. Njihov urednik je bil Janez Damascen Dev, v njih pa je nekaj pesmi izdal tudi Valentin Vodnik.